# Gianna Nannini
Gianna Nannini (Siena, 14 de junho de 1954) é uma cantora e compositora italiana de música rock.

## Biografia
Nasceu em Siena e  é irmã mais velha do ex-piloto de Fórmula 1 Alessandro Nannini. Estudou piano em Lucca e composição em Milão.
O seu primeiro sucesso foi em 1979, com o single America e o álbum California que foi um sucesso em vários países europeus. O auge do sucesso foi alcançado em 1984, com a publicação do sexto álbum Puzzle. Este álbum atingiu o top 10 na Itália, Alemanha, Áustria e Suíça. Ela cantou para o videoclip Fotoromanza (realizado por Michelangelo Antonioni), venceu vários prémios e iniciou uma tournée pela Europa, incluindo uma participação no Festival de Jazz de Montreux. Em 1986, o seu sucesso Bello e impossible foi um enorme sucesso e venceu vários prémios em Itália, Alemanha, Áustria e Suíça. A sua compilação Maschi e altri vendeu mais de um milhão de cópias.
Em 1990 ela cantou Un'estate italiana, a canção oficial da Copa do Mundo de 1990, com Edoardo Bennato.
Nannini licenciou-se em Filosofia pela Universidade de Siena em 1994. No ano seguinte participou num protesto do Greenpeace junto à embaixada francesa contra a decisão do governo francês de prosseguir com as experiências nucleares no Atol de Moruroa.
Em 2004, publicou uma compilação com os seus sucessos, mas as suas canções form regravadas na ocasião. O CD Perle contém um número de antigos êxitos com novos arranjos..
Em Fevereiro de 2006, foi publicado o álbum Grazie que alcançou o número um no top italiano com o single Sei nell'anima. Durante o verão de 2006, Nannini fez uma digressão por toda a Itália. O single IO uma das faixas daquele CD foi um enorme sucesso.
Em Setembro de 2006, gravou em dueto com Andrea Bocelli Ama Credi E Vai foi gravado como cd-single. Nannini participou também num álbum de Alexander Hacke (membro da banda Einstürzende Neubauten) Sanctuary na faixa Per Sempre Butterfly.
Em 2007, gravou o álbum Pia come la canto io, uma colecção de canções cantadas em estilo ópera pop que seria interpretado em 2008. Este trabalho levou 11 anos a ser concebido e baseou-se na personagem medieval toscana Pia de'Tolomei (mencionada em Dante). Este álbum foi produzido por Wil Malone que também produzira Grazie.

## Discografia
- Gianna Nannini (1976)
- Una radura (1977)
- California (1979)
- G.N. (1981)
- Sconcerto Rock (1981, banda sonora)
- Latin Lover (1982)
- Puzzle (1984)
- Tutto Live (1985, ao vivo)
- Profumo (1986)
- Maschi e altri (1987, compilação)
- Malafemmina (1988)
- Scandalo (1990)
- Giannissima (1991, ao vivo)
- X Forza e X Amore (1993)
- Dispetto (1995)
- Bomboloni (1996, compilação)
- Cuore (1998)
- Momo (2002, banda sonora)
- Aria (2002)
- Perle (2004) #6 (ITA), #22 (SUI)
- Grazie (2006) #1 (ITA), #12 (SUI), #32 (GER)
- Pia come la canto io (2007) #5 (ITA)
- Giannabest (2007, compilação) #2 (ITA), #15 (POR), #23 (SUI)
- GiannaDream(2009)